# Priyadarshini Pradhan
Priyadarshini Pradhan (Maharashtra, 1968) è una modella e attrice indiana, eletta vincitrice del concorso Miss India 1987.
Grazie a tale vittoria, la modella è stata scelta come rappresentante dell'India per Miss Universo 1987, dove ha vinto la fascia di Best National Costume, ed è stata eletta dalla stampa come migliore concorrente asiatica.
Successivamente ha preso parte al concorso Miss World University nel 1989, che si è tenuto in Giappone, dove ha vinto la corona di prima classificata, dopo essere stata eletta Miss Photogenic e Miss Friendship.
Dopo le esperienze nei concorsi di bellezza, Priyadarshini Pradhan è ritornata in India dove ha intrapreso la carriera di modella professionista.